# Montserrat Andreu Batlló
Montserrat Andreu Batlló (1924 – Barcelona, 3 d'agost del 2003) va ser una psicòloga i assistent social catalana.
Als anys seixanta va visitar Alemanya i descobrir la tasca de les Aldees Infantils, creades el 1949. El 1967 es va entrevistar amb el seu fundador, Hermann Gmeiner, i fundà a Catalunya la primera de les Aldees Infantils SOS a Sant Feliu de Codines, inaugurada per l'aleshores princesa Sofia de Grècia el 1972. El moviment es va estendre poc després a Galícia i finalment a arreu d'Espanya, de manera que el 1981 es va fundar Aldeas Infantiles SOS España sota el patrocini del príncep Felip de Borbó. El 1993 va rebre la Creu de Sant Jordi de la Generalitat de Catalunya en reconeixement de la seva tasca.